# Anville
Anville foi uma comuna francesa na região administrativa da Nova Aquitânia, no departamento de Charente. Estendia-se por uma área de 8,16 km². Em 2010 a comuna tinha 202 habitantes (densidade: 24,8 hab./km²).
Em 1 de janeiro de 2019, passou a formar parte da nova comuna de Val-d'Auge.